# The Bodyguard: Original Soundtrack Album
The Bodyguard — саундтрек до однойменного фільму, виданий 17 листопада 1992 року лейблом Arista Records. Альбом складається з 13 треків з яких 6 у виконанні Вітні Х'юстон. На сьогоднішній день продано понад 44 млн копій у всьому світі, таким чином альбом є найбільш продаваним саундтреком в історії та одним з найбільш продаваних альбомів в історії. А сингл Вітні Х'юстон «I Will Always Love You» продано 12 млн одиниць у всьому світі. Крім того альбом отримав премію Ґреммі, в номінації «Альбом року», а сингл «I Will Always Love You» два Ґреммі як «Запис року» та за найкраще жіноче поп-вокальне виконання (Вітні Х'юстон). Два інші сингли з альбому «Run to You» та «I Have Nothing» були номіновані на премію «Оскар» за найкращу пісню до фільму.

## Список треків
| #     | Назва                                                    | Автор                                                                             | Виконавці                         | Тривалість |
| ----- | -------------------------------------------------------- | --------------------------------------------------------------------------------- | --------------------------------- | ---------- |
| 1.    | «I Will Always Love You»                                 | Доллі Партон                                                                      | Вітні Х'юстон                     | 4:31       |
| 2.    | «I Have Nothing»                                         | Девід Фостер, Лінда Томпсон                                                       | Вітні Х'юстон                     | 4:48       |
| 3.    | «I'm Every Woman»                                        | Ніколас Ешфорд, Валері Сімпсон                                                    | Вітні Х'юстон                     | 4:45       |
| 4.    | «Run to You»                                             | Аллан Річ, Джуд Фрідман                                                           | Вітні Х'юстон                     | 4:22       |
| 5.    | «Queen of the Night»                                     | Вітні Х'юстон, Ел Ей Рейд, Бейбіфейс, Дарел Сіммонс                               | Вітні Х'юстон                     | 3:08       |
| 6.    | «Jesus Loves Me»                                         | Анна Бартлетт Варнер, Вільям Батчелдер Бредбері                                   | Вітні Х'юстон                     | 5:11       |
| 7.    | «Even If My Heart Would Break»                           | Франі Ґолде, Адріан Ґурвіц                                                        | Кенні Джі, Аарон Невілл           | 4:58       |
| 8.    | «Someday (I'm Coming Back)»                              | Ліза Стенсфілд, Ендрю Морріс, Ян Девеней                                          | Lisa Stansfield                   | 4:57       |
| 9.    | «It's Gonna Be a Lovely Day»                             | Білл Візерс, Скіп Скарборо, Роберт Клайвлс, Девід Коул, Томмі Неве, Мішель Візидж | The S.O.U.L. S.Y.S.T.E.M.         | 4:47       |
| 10.   | «(What's So Funny 'Bout) Peace, Love, and Understanding» | Нік Лоу                                                                           | Кертіс Стігерс                    | 4:04       |
| 11.   | «Waiting for You»                                        | Кенні Джі                                                                         | Кенні Джі                         | 4:58       |
| 12.   | «Trust in Me»                                            | Чарлі Міднайт, Марк Сверскі, Франческа Беґге                                      | Джо Кокер при участі Сасс Джордан | 4:12       |
| 13.   | «Theme from The Bodyguard»                               | Алан Сільвестрі                                                                   | —                                 | 2:40       |
| 57:44 |                                                          |                                                                                   |                                   |            |

| Спеціальне ювілейне видання видане в Німеччині (бонусні треки) | Спеціальне ювілейне видання видане в Німеччині (бонусні треки) | Спеціальне ювілейне видання видане в Німеччині (бонусні треки) | Спеціальне ювілейне видання видане в Німеччині (бонусні треки) | Спеціальне ювілейне видання видане в Німеччині (бонусні треки) |
| #                                                              | Назва                                                          | Автор                                                          | Виконавці                                                      | Тривалість                                                     |
| -------------------------------------------------------------- | -------------------------------------------------------------- | -------------------------------------------------------------- | -------------------------------------------------------------- | -------------------------------------------------------------- |
| 14.                                                            | «I'm Every Woman» (Clivillés & Cole House Mix)                 | Ніколас Ешфорд, Валері Сімпсон                                 | Вітні Х'юстон                                                  | 10:37                                                          |
| 15.                                                            | «Queen of the Night» (CJ's Master Mix)                         | Вітні Х'юстон, Ел Ей Рейд, Бейбіфейс, Дарел Сіммонс            | Вітні Х'юстон                                                  | 6:35                                                           |

## Чарти, сертифікації і продажі[7]
| Чарт                              | Пікова позиція |
| --------------------------------- | -------------- |
| Australian Albums Chart           | 1              |
| Austrian Albums Chart             | 1              |
| Canadian Albums Chart             | 1              |
| Dutch Albums Chart                | 1              |
| European Top 100 Albums Chart     | 1              |
| Finnish Albums Chart              | 1              |
| French Albums Chart               | 1              |
| German Albums Chart               | 1              |
| Hungarian Albums Chart            | 1              |
| Italian Albums Chart              | 1              |
| Japanese Oricon Albums Chart      | 1              |
| New Zealand Albums Chart          | 1              |
| Norwegian Albums Chart            | 1              |
| Spanish Albums Chart              | 1              |
| Swedish Albums Chart              | 1              |
| Swiss Albums Chart                | 1              |
| UK Albums Chart                   | 1              |
| U.S. Billboard 200                | 1              |
| U.S. Billboard R&B/Hip-Hop Albums | 1              |

| Країна          | Організація | Сертифікація (список сертифікацій) |
| --------------- | ----------- | ---------------------------------- |
| Автралія        | ARIA        | 5× Платиновий                      |
| Austria         | IFPI        | 4× Платиновий                      |
| Канада          | CRIA        | Діамантовий                        |
| Фінляндія       | IFPI        | Платиновий                         |
| Франція         | SNEP        | Діамантовий                        |
| Німеччина       | BVMI        | 3× Платиновий                      |
| Японія          | RIAJ        | 2× мільйони                        |
| Нідерланди      | NVPI        | Платиновий                         |
| Польща          | ZPAV        | Золотий                            |
| Норвегія        | IFPI        | 4× Платиновий                      |
| Іспанія         | AFYVE       | 5× Платиновий                      |
| Швеція          | IFPI        | Платиновий                         |
| Швейцарія       | IFPI        | 5× Платиновий                      |
| Велика Британія | BPI         | 7× Платиновий                      |
| США             | RIAA        | 17×Платиновий (Діамантовий)        |

| Країна          | Продажі    |
| --------------- | ---------- |
| Австрія         | 160 000    |
| Бразилія        | 1 100 000  |
| Канада          | 1 318 000  |
| Фінляндія       | 56 486     |
| Франція         | 1 385 300  |
| Німеччина       | 1 700 000  |
| Японія          | 2 800 000  |
| Мексика         | 500 000    |
| Нідерланди      | 600 000    |
| Норвеція        | 200 000    |
| Швейцарія       | 250 000    |
| Південна Корея  | 1 200 000  |
| Велика Британія | 2 138 030  |
| США             | 13 140 000 |
| Загалом         | 44 000 000 |